# Dedo de Dios

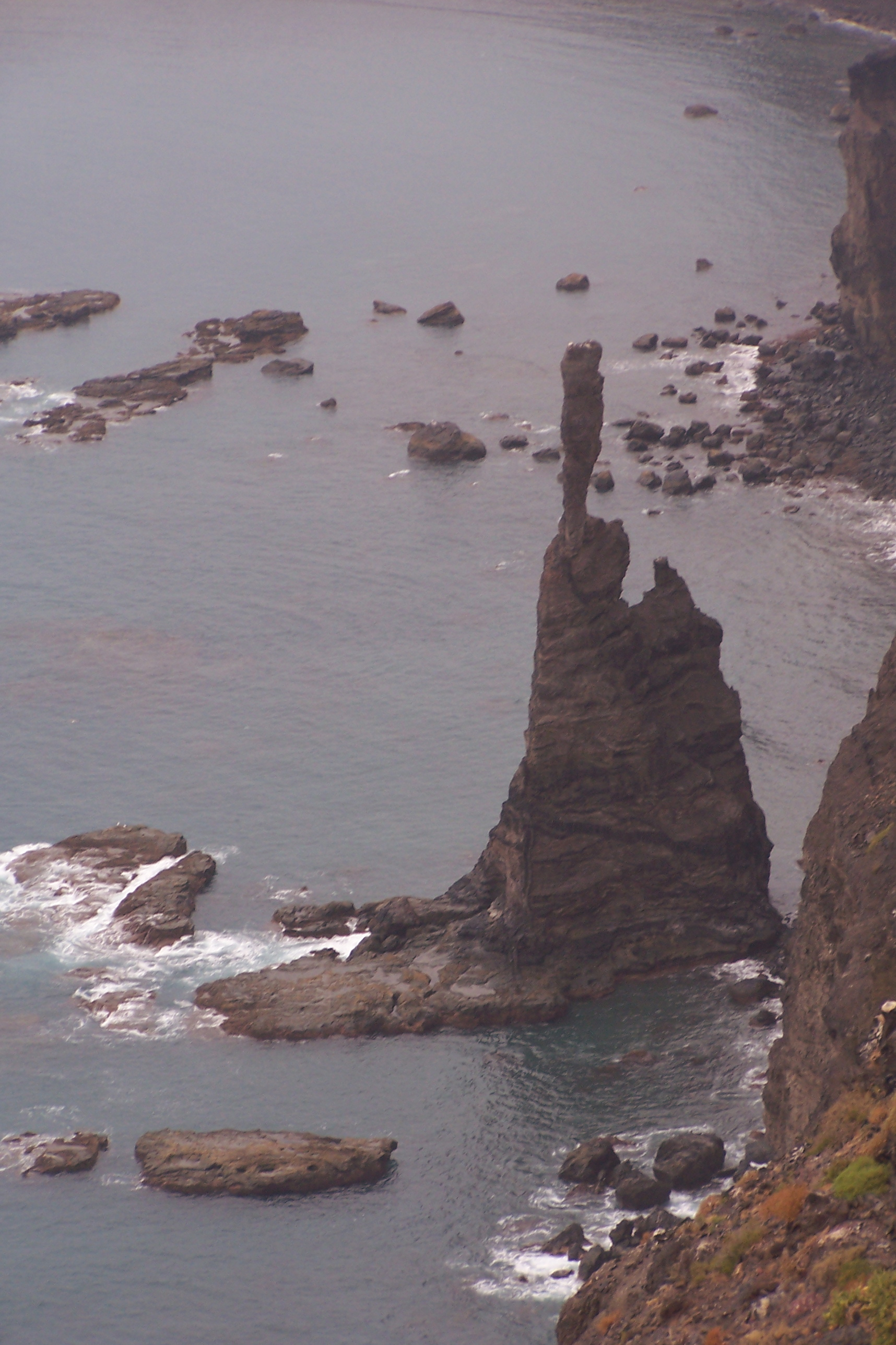
Der Dedo de Dios vor dem Tropensturm Delta

Dedo de Dios (Finger Gottes) war eine Felsformation auf der kanarischen Insel Gran Canaria nahe dem Fischerort Puerto de las Nieves. Sie erhielt den Namen vom kanarischen Schriftsteller Domingo Doreste, der der Meinung war, die etwa 30 Meter hohe Felsformation symbolisiere eine Hand mit einem mahnend erhobenen Finger. Seitdem galt der ‚Finger Gottes‘ als ein Wahrzeichen Gran Canarias. Der Dedo de Dios wurde am 29. November 2005 vom Tropensturm „Delta“ abgerissen.

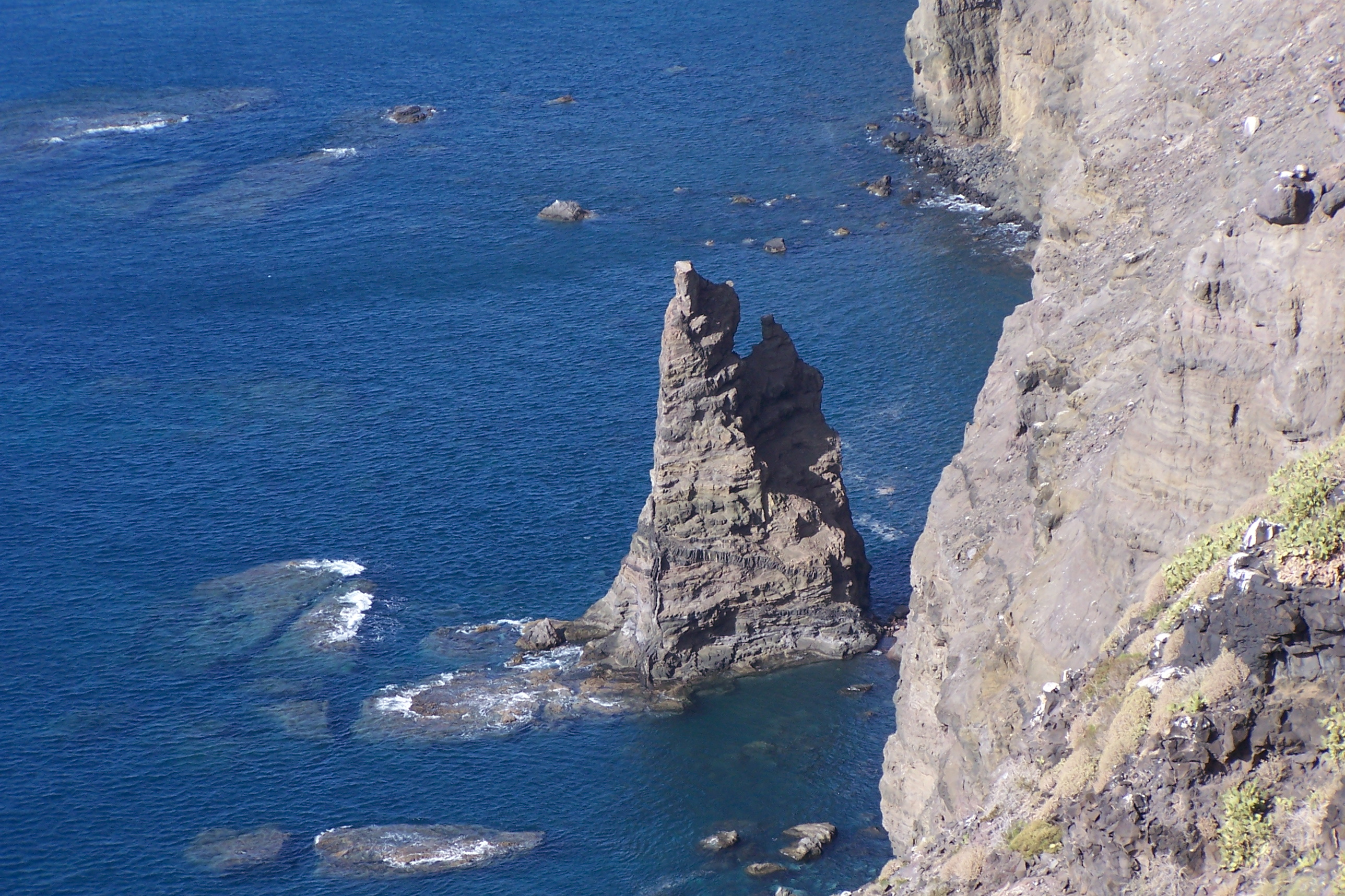
Der Dedo de Dios nach dem Tropensturm Delta

Koordinaten: 28° 5′ 47″ N, 15° 42′ 29″ W